# Куракінське сільське поселення (Параньгинський район)
Кура́кінське сільське поселення (рос. Куракинское сельское поселение) — муніципальне утворення у складі Параньгинського району Марій Ел, Росія. Адміністративний центр — село Куракіно.

## Історія
Станом на 2002 рік існувала Куракінська сільська рада (село Куракіно, присілки Ірмучаш, Марі-Лебляк, Осіяли, Яндемірово), присілки Мурзанаєво та Чеберюла перебували у складі Портянурської сільської ради.

## Населення
Населення — 1506 осіб (2019, 1632 у 2010, 1535 у 2002).

## Склад
До складу поселення входять такі населені пункти:
| Населений пункт       | Населення, осіб (2002) | Населення, осіб (2010) |
| --------------------- | ---------------------- | ---------------------- |
| Ірмучаш, присілок     | 214                    | 220                    |
| Куракіно, село        | 337                    | 372                    |
| Марі-Лебляк, присілок | 16                     | 21                     |
| Мурзанаєво, присілок  | 279                    | 294                    |
| Осіяли, присілок      | 202                    | 221                    |
| Чеберюла, присілок    | 12                     | 4                      |
| Яндемірово, присілок  | 475                    | 500                    |